# Indian 841
L'Indian 841 était une moto conçue par Indian pour la guerre dans le désert. Ce modèle fut le pionnier de la transmission plus tard popularisée par Moto Guzzi, avec un moteur V-twin à 90 degrés refroidi par air monté longitudinalement et équipé d'un arbre de transmission.

## Historique

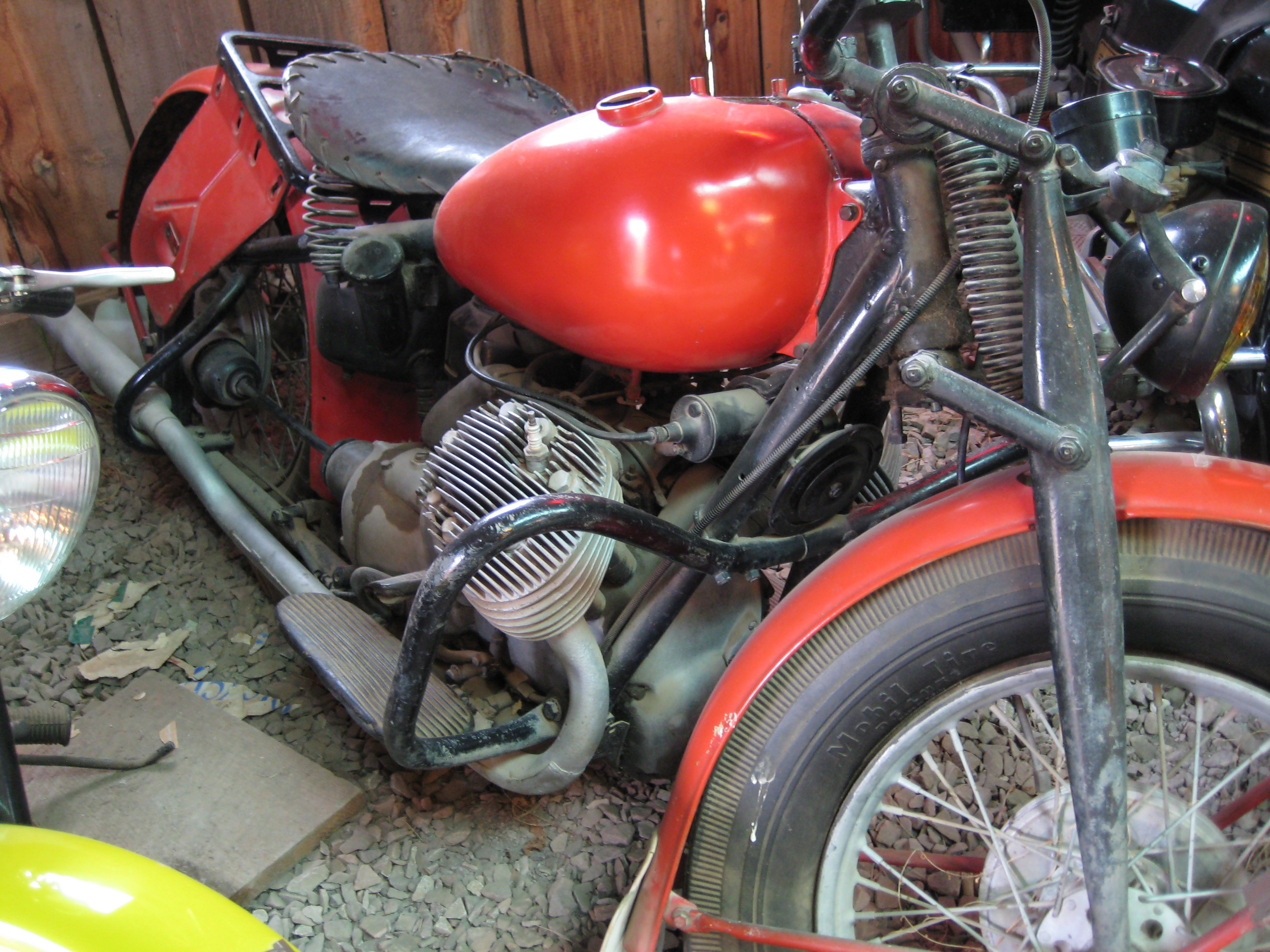
Gros plan d'une Indian 841, avec sa fourche Girder et la disposition des cylindres.

Au cours de la Seconde Guerre mondiale, l'Armée américaine demanda des motos expérimentales adaptées pour le combat dans le désert  et proposa à Indian 350 000 $ en vue de fournir 1 000 exemplaires de motos de test avec moteur bicylindre en V à soupapes latérales et transmission par arbre d'entraînement. En réponse à cette demande, Indian conçut et construisit la 841 (8 pour la nouvelle conception du moteur et 41 pour l'année).
L'Indian 841 était fortement inspirée par la BMW R 71, tout comme sa concurrente, l'Harley-Davidson XA . Cependant, contrairement à la XA, la 841 n'était pas une copie de la R71. Bien que son châssis tubulaire, sa suspension arrière à pistons, sa transmission à quatre vitesses, son levier de vitesses au pied, l'embrayage à main et l'arbre d'entraînement soient semblables à la BMW, la 841 était différente de celle-ci sur plusieurs aspects. Le plus remarquable étant le moteur V-twin avec son vilebrequin longitudinal à 90 degrés et la fourche Girder ,. De plus, contrairement aux R71 et XA, la 841 utilisait une pédale de changement de vitesses talon-orteils avec rétrogradage au talon et montée des vitesses à l'avant-pied . La moto avait également un faible taux de compression de 5,1:1, ce qui signifie qu'elle pouvait fonctionner avec du carburant à faible indice d'octane. Elle était enfin équipée d'un tube de protection à l'avant des cylindres, des roues de 18 pouces, deux réservoirs pour un total de 5 gallons de carburant disponible et une toute nouvelle fourche Girder conçu pour une meilleure absorption des chocs . Afin de réduire les coûts, le nouveau moteur partageait plusieurs composants internes avec les Indian existantes Sport Scout, donnant le même alésage et course de 73 mm × 89 mm .
L'Indian 841 et la Harley-Davidson XA furent testées par l'Armée ,,, cependant, aucune des deux motos ne fut retenue pour une utilisation militaire. Il fut décidé que la Jeep était plus appropriée pour les rôles et les missions pour lesquelles ces motos avaient été prévues à l'origine ,. La 841 avait également rencontré des problèmes de boîte de vitesses . Les 841 excédentaires furent finalement vendues à partir de l'entrepôt de Springfield ,.
Le passionné d'Indian, Sammy Pierce, a utilisé le réservoir et le cadre de sa 841 ainsi que le boîtier et les cylindres d'une Indian Chief pour confectionner sa P-61 American Rocket, en couverture du numéro de mai 1952 du magazine Cycle .

## Configuration de la transmission
Des configurations de transmission similaires, utilisant des moteurs V-twins à grand angle montés longitudinalement avec entraînement par arbre, ont ensuite été utilisées sur les motos Victoria Bergmeister 1953-1956, la série Honda CX et plus particulièrement sur les motos Moto Guzzi de moyenne et grande taille .